# Budkov (Boêmia do Sul)
Budkov é uma comuna checa localizada na região da Boêmia do Sul, distrito de Prachatice.